# Вестник Европы (1802—1830)
«Вестник Европы» (Вѣстникъ Европы) — периодический журнал, издававшийся в Москве в 1802—1830 годах «по две книжки в месяц». В разные годы тираж составлял от 580 до 1200 экземпляров.

## Общие сведения
Идея создания журнала принадлежит арендатору типографии Московского университета книгопродавцу И. В. Попову. Он предложил Николаю Карамзину стать редактором за определенную плату (3000 рублей в год). Первый номер журнала вышел 4 января 1802 года. Журнал имел успех, и первая книжка вышла вторым изданием в том же году. Вместе с Поповым издателями журнала были Ф. Гарий и Е. Любий.
После Н. М. Карамзина, в 1804 году, по указанию Сопикова, «Вестник Европы» издавал М. Т. Каченовский, по Смирдину — П. П. Сумароков, что подтверждено и сыном последнего, в биографии отца; а в «Сыне отечества» (1821, № 1) был указан П. И. Макаров. Шторх называл двух последних. Во всяком случае, все эти три лица были в этом году сотрудниками журнала. 

С 1805 по 1807 годы изданием заведовал М. Т. Каченовский, с 1808 г. по № 20 за 1809 г. — В. А. Жуковский, с № 21 за 1809 год по 1811 год — оба вместе. Далее редактировал журнал М. Т. Каченовский (1811—1813), В. В. Измайлов (1814) и снова М. Т. Каченовский (1815—1830).

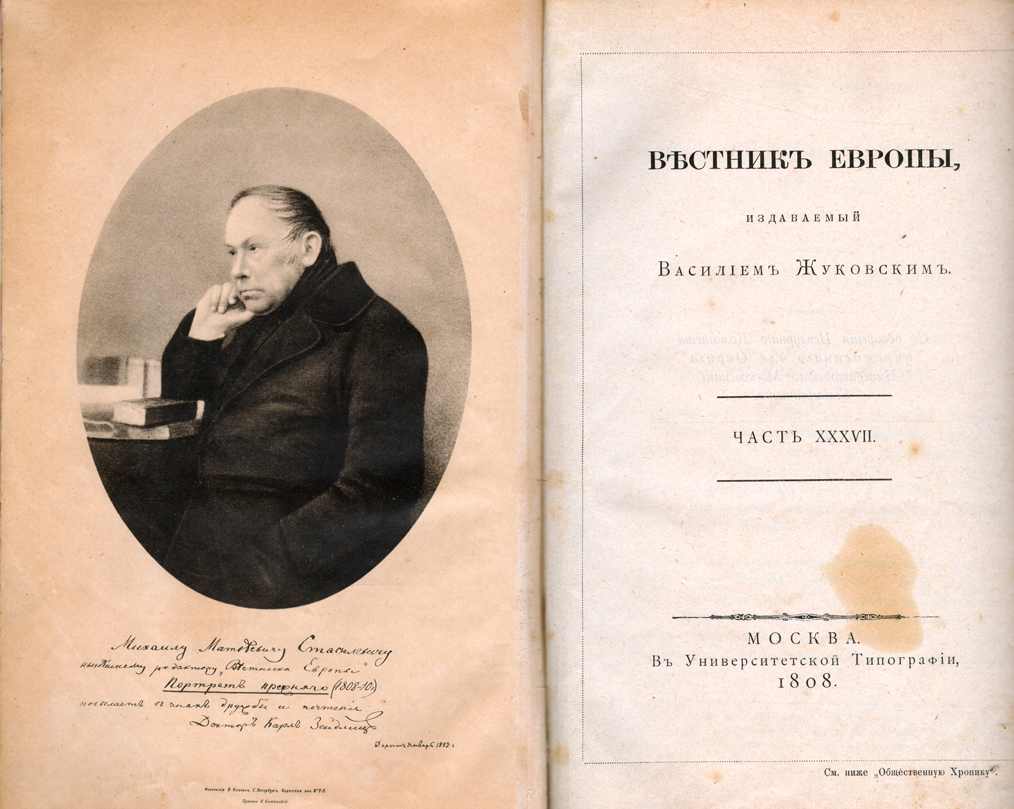
В. А. Жуковский был редактором журнала в 1808—1809 гг. Дагеротип и факсимиле из журнала «Вестник Европы», 1902, май

Наряду с литературой и искусством, журнал освещал вопросы внешней и внутренней политики России, истории и политической жизни зарубежных стран.
В 1814 году в «Вестнике Европы» были впервые опубликованы стихи А. С. Пушкина: в них тогдашний лицеист обращался «К другу стихотворцу» — В. К. Кюхельбекеру, стихотворение которого было опубликовано в предыдущем номере журнала. Здесь же дебютировал на литературном поприще Андрей Цветаев со своим переводом «Выздоровление Легуве, или экземпляр поэмы: Достоинство женщины».
С 1815 года журнал приобрёл консервативное направление.